# Renato Augusto
Renato Soares de Oliveira Augusto (Rio de Janeiro, 8 de fevereiro de 1988) é um ex-futebolista brasileiro que atuava como meio-campista.
Renato Augusto surgiu como atleta de futsal aos 11 anos no Fluminense e, logo em seguida, chegou a base do Flamengo onde se profissionalizou e teve um começo brilhante conquistando os títulos da Copa do Brasil 2006 e 2 Campeonatos Cariocas (2007 e 2008). Ele acumulou passagem pelo futebol europeu no Bayer 04 Leverkusen, da Alemanha, atuou na China com a camisa do Beijing Guoan conquistando um título da Copa da China 2018 e disputou 239 jogos pelo Corinthians, principal clube dos cerca de 20 anos como atleta profissional, conquistando o Campeonato Paulista 2013, a Recopa Sul-Americana 2013 e o Campeonato Brasileiro 2015. Ao final de sua carreira o atleta retornou para o Fluminense onde conquistou o título da Recopa Sul-Americana 2024 antes de se aposentar. Renato sempre sofreu com muitas lesões que atrapalharam sua carreira.
Pela Seleção Brasileira o atleta iniciou sua caminhada no Sub-17, conquistando o Campeonato Sul-Americano Sub-17 2005, passou pelo Sub-20 e chegou a seleção principal. Pela Seleção Olímpica foi convocado como um dos jogadores acima dos 23 anos e conseguiu um feito inédito ao conquistar o ouro nas Olimpíadas Rio 2016. Também disputou a Copa do Mundo 2018.

## Carreira

### Início

#### Fluminense
Entre os anos de 1999 e 2000, aos 11 anos, foi atleta de futsal do Fluminense. Era considerado o "melhor da categoria mirim", que era praticamente formada por meninos mais velhos, já com 12 anos. Durante o período em que defendeu o Flu, foi bicampeão estadual.

### Flamengo
Renato Augusto estreou com a camisa do Flamengo em 2005, num jogo contra o Corinthians. Contudo, foi somente um ano mais tarde, durante as finais da Copa do Brasil de 2006, que seu nome passou a ser muito conhecido. Mas já havia sido notícia em fevereiro de 2004, apontado como aposta futura dos juvenis do rubro-negro pela Revista Placar. Na época, ainda era conhecido apenas como Renato. Subiu aos profissionais com o sobrenome adicionado por já haver um Renato (Renato Abreu) no elenco, por sinal um dos ídolos da torcida na época.
Na ocasião, após vencer as duas partidas contra o rival Vasco, o Flamengo conquistava seu segundo título da Copa do Brasil e, por sua vez, Renato Augusto, com duas belas atuações, acabou sendo efetivado no time pelo técnico Ney Franco durante o restante da temporada.
Em 2007, mesmo após a chegada de vários reforços na Gávea, Renato Augusto manteve-se entre os titulares. Durante o Campeonato Carioca de 2007, foi brilhante e decisivo para a conquista do título, tendo marcado gols importantes, tanto na final da Taça Guanabara, contra o Madureira, como na finalíssima, contra o Botafogo. Todavia, depois do bom início de temporada, Renato teve uma queda de rendimento, durante o restante de 2007, quando também passou a conviver com contusões seguidas.
Em 2008, Renato Augusto voltou a ser a grande esperança do Flamengo, porém, logo em sua primeira partida, na estreia do Campeonato Carioca de 2008, sofreu uma grave lesão no rosto, após uma disputa de cabeça. Afastado do time, Renato somente voltou aos gramados, na reta final do Campeonato, quando sagrou-se bicampeão da competição, uma vez mais, em cima do Botafogo.
Renato Augusto encerrou sua passagem no Flamengo onde fez 89 jogos, nove gols e venceu um título da Copa do Brasil nas duas temporadas em que defendeu o Rubro-Negro, entre 2006 a 2008. O sucesso no clube fez com que a Renato fosse vendido ao futebol alemão.

### Bayer Leverkusen

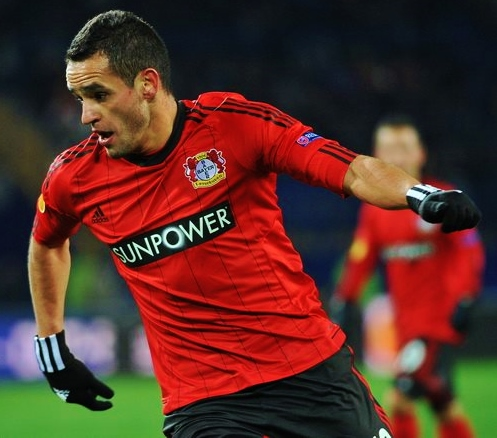
Renato pelo Bayer Leverkusen em 2012.

Em julho de 2008 foi vendido ao Bayer Leverkusen, da Alemanha. O Bayer pagou um total de 10 milhões de euros (cerca de R$ 25 milhões). Como o Flamengo já havia negociado 40% do jogador anteriormente, recebeu desta vez 6 milhões de euros. De imediato Renato Augusto gerou uma boa impressão na Alemanha, tornando-se rapidamente um dos favoritos dos fãs pela sua velocidade, consciência, trabalho em equipe habilidade técnica. Embora normalmente jogue pelo lado direito do campo, no Leverkusen foi muitas vezes escalado pelo centro, atrás apenas do atacante, para compensar a ausência de companheiros lesionados. Assumiu naturalmente a função de ditar o ritmo de jogo da equipe, tornando-se um jogador importante para garantir que o time mantivesse a posse de bola.
O Manchester City demonstrou interesse pelo jogador no início de 2010, mas os valores ventilados para sua transferência, algo em torno de 14 milhões de euros, foram considerados baixos pelos alemães e as eventuais negociações não prosseguiram. Clubes de outros países também manifestaram interesse em contratá-lo. Embora a temporada de 2010–11 não não tenha sido livre de lesões, assim como nas anteriores, Renato Augusto seguiu demonstrando boa forma e capacidade técnica apurada, marcando gols importantes e sendo decisivo com suas assistências para companheiros de equipe.
Entretanto, ao final de 2012 depois de uma série de lesões que impediram Renato Augusto de manter uma boa sequência de jogos durante a temporada, o jogador demonstrou interesse em voltar ao Brasil para retomar sua melhor forma física e também se aproximar da Seleção Brasileira. Embora o Flamengo tenha manifestado o desejo de contar novamente com seu futebol, Renato Augusto acabou acertando com o Corinthians no dia 20 de dezembro.

### Corinthians

#### 2013
Renato Augusto assinou um contrato de quatro anos de duração com o Corinthians, que comprou 50% dos seus direitos econômicos junto ao Bayer Leverkusen, pela quantia de 4 milhões de euros (equivalente, à época, a R$9,5 milhões).
Renato Augusto estreou pelo Timão no dia 27 de janeiro de 2013, contra o Mirassol tendo sido considerado um dos melhores jogadores em campo e sendo responsável pela assistência a Romarinho, que marcou de cabeça o único gol da partida. Foi naturalmente conquistando a confiança do técnico Tite, e se destacando por boas atuações ao longo do primeiro semestre. Fez seu primeiro gol pelo Corinthians em 16 de março, em partida válida pelo Campeonato Paulista contra o União Barbarense. Em poucos meses atuando com a camisa do Corinthians, Renato Augusto foi campeão paulista e ganhou a Recopa Sul-Americana, tendo inclusive marcado um gol no primeiro jogo da decisão do torneio continental contra o São Paulo.
Entretanto, a sequência de lesões que havia prejudicado o jogador em sua passagem pela Alemanha também o perseguiu durante sua primeira temporada no Corinthians. Em março, sofreu uma contusão na coxa que o afastou durante praticamente três meses das atividades normais. Em julho, quando tentava se firmar como titular do time que disputava o Campeonato Brasileiro, fraturou um osso do rosto em um choque com o atacante Souza em jogo contra o Bahia, tendo que passar por cirurgia. Quando sofreu essa segunda contusão grave no ano, Renato Augusto chegou a pensar em se aposentar do futebol, por acreditar que não seria mais capaz de jogar em alto nível. Finalmente, em agosto passou por uma artroscopia no joelho, ficando novamente afastado várias semanas, o que levou parte da imprensa a questionar se o investimento no jogador teria sido um bom negócio para o clube. No total ao longo do ano, Renato Augusto participou de apenas 31 jogos, e começou como titular em somente 20.

#### 2014
Em função da sequência de lesões sofridas no ano anterior, antes do início da temporada de 2014 a equipe multidisciplinar do departamento médico do Corinthians averiguou detalhadamente em laboratório a estrutura corporal do jogador e constatou que havia uma discrepância de força entre os lados direito e esquerdo de seu corpo, fazendo com que ele não suportasse a carga de trabalho que recebia. Foi feito então um trabalho específico visando fortalecer a musculatura dos quadris e um treinamento dos músculos para reagir mais rapidamente aos estímulos dos movimentos. O trabalho exigiu também a reprogramação mental do jogador, para que superasse os traumas e passasse a confiar mais em seu próprio corpo. O trabalho deu certo, e o jogador bateu o recorde de número de jogos em uma mesma temporada em sua carreira, atuando em 44 partidas durante o ano de 2014.

#### 2015
O Corinthians começou o ano de 2015 disputando o Campeonato Paulista e a Copa Libertadores da América. Com a volta do técnico Tite ao comando da equipe, iniciou a temporada de forma arrasadora, jogando um futebol vistoso e envolvente e realizando excelentes campanhas nas duas competições, o que levou boa parte da imprensa especializada a considerar o time o melhor do país naquele momento. Entretanto, em menos de um mês o time foi desclassificado dos dois torneios e os problemas financeiros enfrentados pelo clube vieram à tona, fazendo com que a equipe perdesse jogadores importantes para o restante da temporada. Naquele momento, Renato Augusto chegou a pensar em sair do clube, e seu nome foi envolvido em rumores sobre uma possível volta ao Flamengo.
Dada a situação adversa, o time iniciou sua participação no Campeonato Brasileiro bastante desacreditado mas, aos poucos, foi se firmando na competição. Renato Augusto foi se destacando com excelentes atuações e grande regularidade, e foi decisivo para que o time alcançasse a liderança do campeonato na 18ª rodada. Seu bom trabalho ao longo da temporada resultou em sua convocação para a Seleção Brasileira para todos os jogos das Eliminatórias da Copa do Mundo de 2018 disputados no ano. Renato Augusto marcou seu primeiro gol com a camisa amarela, na vitória por 3–0 diante da Seleção Peruana.
No final da temporada, o Corinthians conquistou seu sexto título do Brasileirão, e Renato Augusto foi eleito o melhor jogador do campeonato, recebendo a Bola de Ouro, o Troféu Armando Nogueira e o Prêmio Craque do Brasileirão, coroando o melhor ano de sua carreira até então. Renato encerrou sua primeira passagem pelo Corinthians ao ser negociado com o futebol chinês e em três temporadas pelo clube, atuou em 127 partidas, marcando 15 gols e dando 27 assistências. Além dos dois títulos conquistados em 2013, além de ter sido peça fundamental na campanha vitoriosa do Campeonato Brasileiro de 2015.

### Beijing Guoan
Naturalmente, tanto destaque despertou a atenção de clubes do exterior, e Renato Augusto quase foi negociado com o Schalke 04. Finalmente, em janeiro de 2016, o jogador acabou aceitando uma proposta financeira irrecusável para jogar pelo Beijing Guoan, da China. Em cinco temporadas defendendo o Beijing Guoan, o jogador fez 152 jogos somando todas as competições nacionais e continentais. Mesmo conquistando apenas um título, a Copa da China em 2018, Renato acumulou números de respeito e adquiriu status de craque no futebol Chinês.

### Retorno ao Corinthians

#### 2021
No dia 22 de julho de 2021, foi anunciada a sua volta ao Corinthians com um contrato válido até 31 dezembro de 2023. Sua apresentação oficial aconteceu no dia 11 de agosto de 2021, recebendo novamente a camisa 8. Fez a sua reestreia pelo Corinthians e também marcou seu primeiro gol após o retorno no dia 15 de agosto de 2021, em uma vitória por 3-1 contra o Ceará, na Neo Química Arena, pelo Campeonato Brasileiro 2021.
Em 2 de outubro, marcou o gol do empate em 2-2 com o Red Bull Bragantino, pela 23ª Rodada do Brasileirão 2021, no Nabi Abi Chedid. Em 13 de novembro, na vitória por 3-2 sobre o Cuiabá, Renato Augusto participou do primeiro gol do confronto, marcou o segundo e deu uma assistência para o terceiro tento, marcado pelo Roger Guedes. Em 5 de dezembro, fez o gol do empate em 1 a 1 contra o Grêmio. O gol foi eleito o mais bonito do Campeonato Brasileiro 2021.

#### 2022

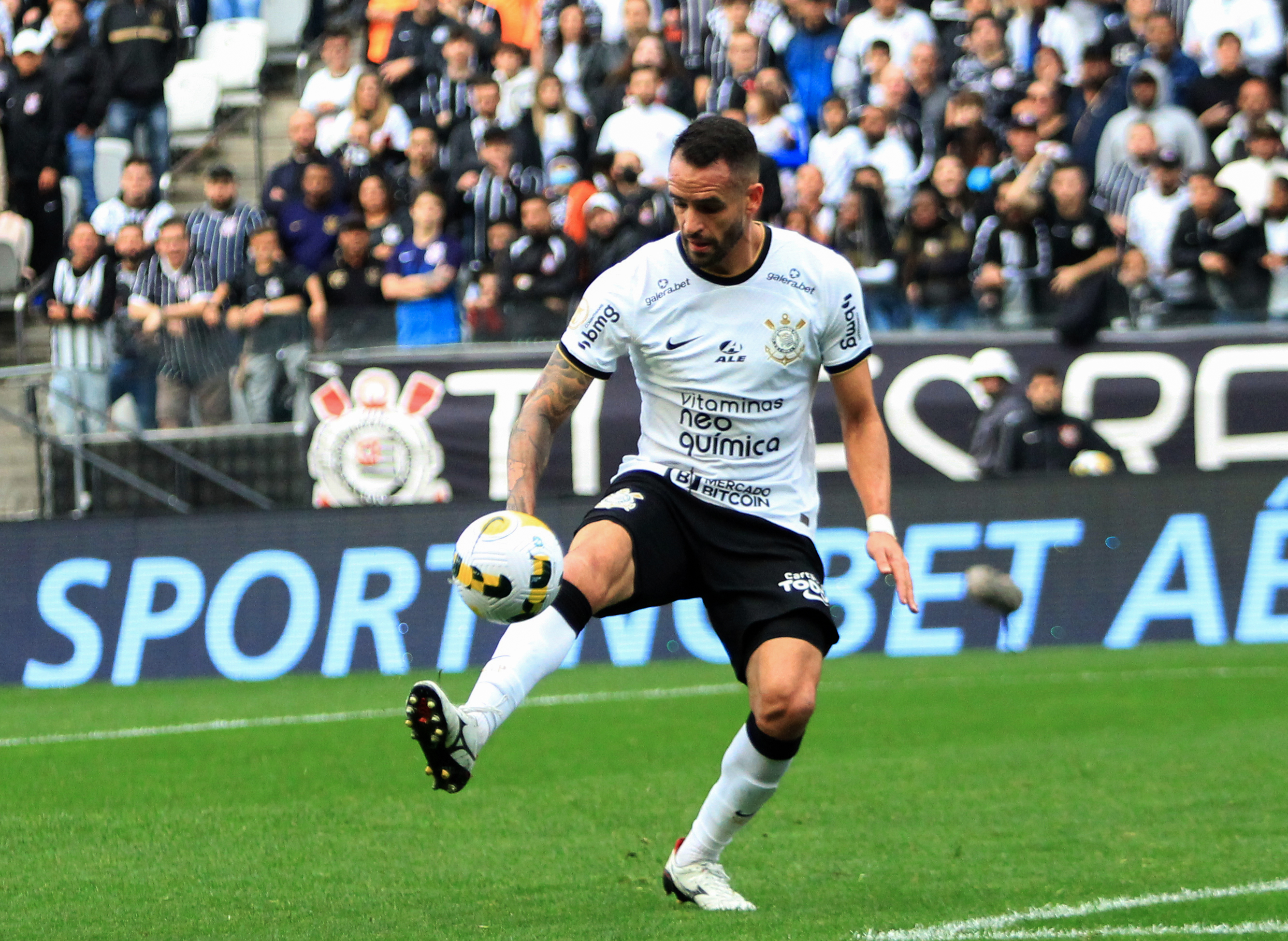
Renato Augusto pelo Corinthians em 2022.

Marcou seu primeiro gol na temporada de 2022 em 10 de fevereiro, na vitória por 2 a 1 contra o Mirassol pelo Campeonato Paulista. No dia 8 de maio, fez o gol da vitória por 1 a 0 contra o Bragantino, em partida válida pelo Campeonato Brasiileiro. No dia 19 de junho, após o jogo contra o Goiás pelo Brasileirão, sofreu uma lesão na panturilha, que o afastou por dois meses dos gramados. Voltou a jogar pelo clube no dia 6 de agosto, no empate contra o Avaí pelo Brasileirão, dando uma assistência para o gol de Balbuena.
Teve grande destaque no jogo decisivo pelas quartas de final da Copa do Brasil, contra o Atlético Goianiense, dando três assistências para os gols de Gil e Yuri Alberto. Foi o principal jogador responsável pela classificação do Corinthians para a final da Copa do Brasil, marcando dois gols pelo confronto da semifinal contra o Fluminense, um no jogo de ida pelo Maracanã e o outro no jogo da volta, na Néo Química Arena.

#### 2023
Em 21 de janeiro de 2023, Renato chegou a marca de 200 jogos pelo Corinthians, no empate em 0–0 contra o Inter de Limeira, pelo Campeonato Paulista. Em 8 de dezembro, foi comunicado que não teria seu contrato renovado com o Corinthians. Realizou sua última partida pelo clube no dia 2 de Dezembro de 2023 na derrota por 2 a 1 para o Internacional pelo Campeonato Brasileiro. Em 14 de dezembro, se despediu do clube paulista.

### Fluminense
Em 5 de janeiro de 2024, foi anunciado pelo Fluminense com um contrato de duas temporadas. Realizou sua estreia pelo clube carioca no dia 28 de janeiro de 2024 na vitória por 3 a 0 contra o Nova Iguaçu válido pelo Campeonato Carioca. No dia 29 de fevereiro de 2024, Renato teve boa atuação na final da Recopa Sul-Americana, na vitória do Fluminense por 2–0 contra a LDU, sofrendo um pênalti e conquistando seu primeiro título pelo clube. Em 4 de maio de 2024, anotou seu primeiro tento com a camisa do Tricolor, no empate por 2 a 2 com o Atlético-MG, em Cariacica (ES), pela 5ª Rodada do Campeonato Brasileiro 2024.
Apesar da importância na Recopa, foi perdendo cada vez mais espaço no time, em especial sob o comando de Mano Menezes. No conturbado ano tricolor, Renato fez 32 jogos, apenas nove como titular, com um gol e uma assistência, sem nunca conseguir atingir o nível esperado, nem mesmo como reserva imediato de PH Ganso. Em maio de 2025, após mais uma lesão, dessa vez no ombro, e com declínio físico evidente, o Fluminense anunciou a rescisão em comum acordo com o jogador, que tinha contrato até o final do ano de 2025.

### Aposentadoria
Em maio de 2025, o atleta confirmou sua aposentadoria para o técnico Renato Potaluppi pouco antes de sua saída do Fluminense, dizendo:
| “                                              | Pensei bastante, parei para pensar com a minha família e está decidido. | ” |
| — Renato Augusto sobre se aposentar do futebol |                                                                         |   |

## Seleção Nacional
Renato Augusto já havia disputado partidas pela Seleção Sub-17 e Sub-20, no Mundial da categoria.
Estreou pela Seleção Brasileira principal em 2 de fevereiro de 2011 em partida amistosa contra a França. Ele não foi convocado por Mano Menezes para a Copa América de 2011, mas voltou à equipe para um amistoso contra a Alemanha em agosto de 2011, que o Brasil perdeu por 3–2.
Após longo tempo fora da Seleção com Mano Menezes e Luiz Felipe Scolari, retornou a Seleção com o técnico Dunga para as Eliminatórias da Copa do Mundo de 2018. No dia 17 de novembro de 2015, Renato Augusto marcou seu primeiro gol pela Seleção na vitória por 3–0 contra o Peru pelas Eliminatórias. Integrou o elenco na disputa da Copa América Centenário em 2016.

#### Olimpíadas de 2016

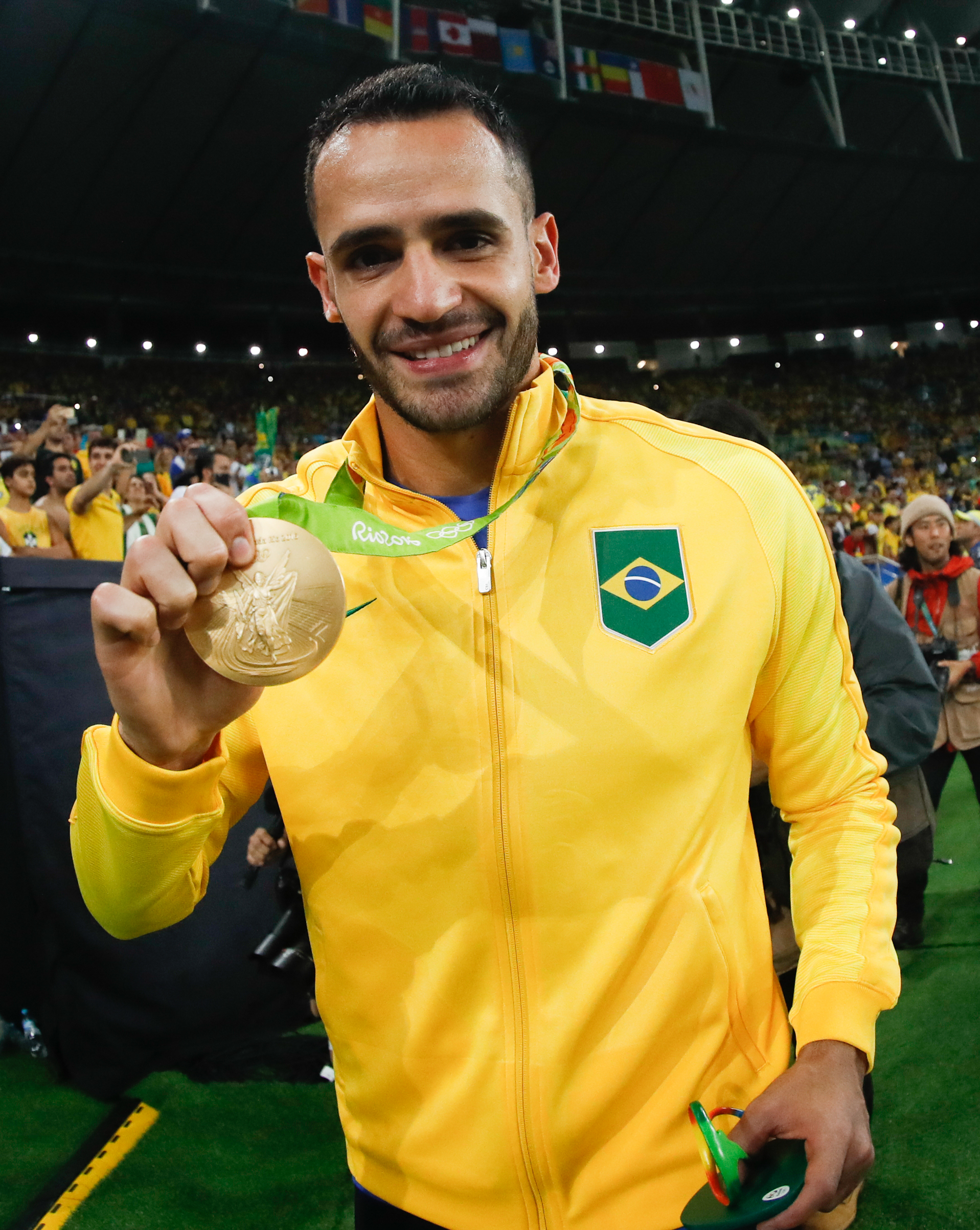
Renato com o ouro olímpico em 2016.

Foi convocado para as Olimpíadas do Rio 2016 como um dos jogadores acima dos 23 anos. Renato conseguiu um feito inédito junto aos seus companheiros da Seleção Olímpica ao conquistar o ouro nas Olimpíadas Rio 2016.

#### Copa do Mundo de 2018

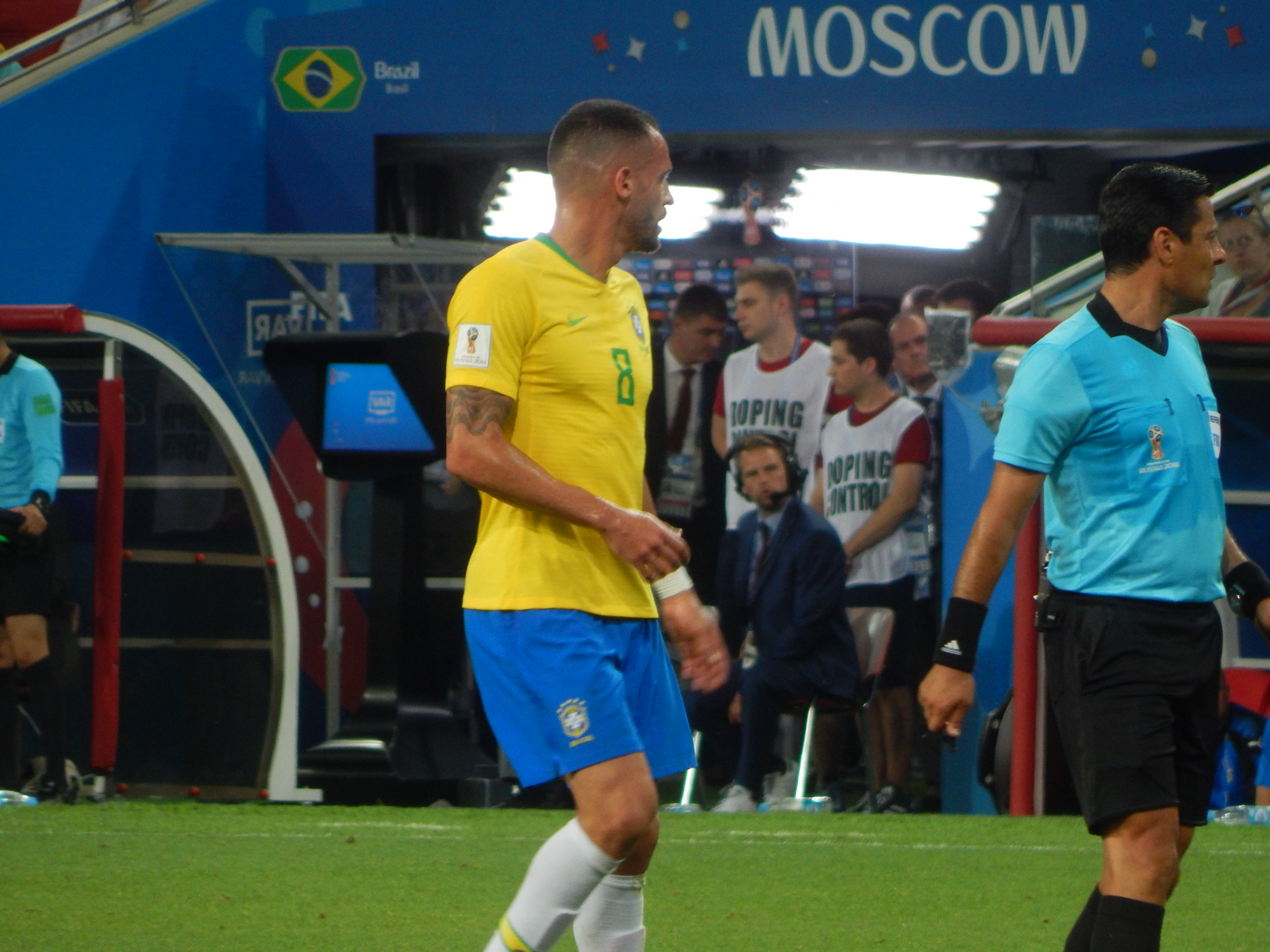
Renato Augusto pela Seleção na Copa do Mundo FIFA de 2018.

Se tornou peça-chave com o técnico Tite nas Eliminatórias da Copa do Mundo de 2018. Em 14 de maio de 2018 convocado por Tite para a disputa da Copa do Mundo de 2018. Foi reserva durante a competição mas sempre entrando ao decorrer das partidas. Em 6 de julho de 2018, Renato Augusto marcou o único gol do Brasil na derrota por 2–1 nas quartas-de-final contra a Bélgica. Além do gol, Renato Augusto ainda ficou marcado pelo chute pra fora na entrada da área que seria o empate da Seleção.
No final do jogo, Renato Augusto, que já havia feito um gol, perdeu uma grande oportunidade. O jogador descreveu os dois lances: "Eu entrei, o Tite falou: ‘fica por trás e vai alimentando o Douglas. Bola no Douglas, faz ele jogar’. Só que quando eu entrei, o lateral já estava marcando Douglas, e tinha um espaço entre o zagueiro e o lateral." Renato Augusto decidiu, que ao invés de passar para Douglas Costa como Tite pediu, iria ele aproveitar o espaço que os belgas ofereciam: "E eu fui em uma bola e o Coutinho, que estava jogando do lado esquerdo, não me viu. Falei: ‘Couto, olha para mim que estou entrando sozinho’. A segunda bola, quando ele dominou, já jogou a bola em mim e eu fiz de cabeça. Falei: ‘me dá mais uma que eu vou empatar o jogo’. E foi a bola que eu já dominei e bati”. Segundo Renato, o tamanho do goleiro belga, que mede 2 metros, foi determinante para que ele tirasse demais do gol e acabasse chutando para fora. "Quando eu dominei, a bola ficou um pouco curta, e se dou mais um toque, os caras me fecham. Então eu tinha um segundo para bater. E eu tentei tirar mais por conta do tamanho dele (Courtois), ele é muito grande. Cara, eu tentei. Quando ele começou a cair pra cá, eu rodei. E aí a bola tirou tinta da trave e não entrou, infelizmente"."
Após a Copa do Mundo de 2018, Renato Augusto foi convocado para os amistosos contra Arábia Saudita e Argentina em outubro e Uruguai  e Camarões em novembro de 2018.

## Características
Quando profissionalizou-se, no Flamengo, Renato Augusto atuava como um camisa 10 clássico, e por vezes chegou a ser utilizado até como atacante. Segundo o próprio: "Eu era um 10 clássico quando subi para o profissional no Flamengo, mas percebi que aquela figura estava desaparecendo do futebol".
No Bayer Leverkusen, Renato começou a jogar mais aberto. E, por vezes, jogava centralizado como volante. Já no Corinthians de Tite, ele atuou como um segundo volante, quando passou a ser o principal passador e driblador da equipe.

## Estatísticas

### Clubes
Abaixo estão listados todos os jogos, gols e assistências do futebolista por clubes, em jogos oficiais.
| Clube             | Temporada         | Campeonato nacional | Campeonato nacional | Campeonato nacional | Copa nacional[a] | Copa nacional[a] | Copa nacional[a] | Competições continentais[b] | Competições continentais[b] | Competições continentais[b] | Outros torneios[c] | Outros torneios[c] | Outros torneios[c] | Total | Total | Total   |
| Clube             | Temporada         | Jogos               | Gols                | Assist.             | Jogos            | Gols             | Assist.          | Jogos                       | Gols                        | Assist.                     | Jogos              | Gols               | Assist.            | Jogos | Gols  | Assist. |
| ----------------- | ----------------- | ------------------- | ------------------- | ------------------- | ---------------- | ---------------- | ---------------- | --------------------------- | --------------------------- | --------------------------- | ------------------ | ------------------ | ------------------ | ----- | ----- | ------- |
| Flamengo          | 2005              | 2                   | 0                   | 0                   | —                | —                | —                | —                           | —                           | —                           | —                  | —                  | —                  | 2     | 0     | 0       |
| Flamengo          | 2006              | 24                  | 0                   | 7                   | 2                | 0                | 0                | —                           | —                           | —                           | —                  | —                  | —                  | 26    | 0     | 7       |
| Flamengo          | 2007              | 23                  | 2                   | 3                   | —                | —                | —                | 8                           | 1                           | 0                           | 13                 | 3                  | 0                  | 44    | 6     | 3       |
| Flamengo          | 2008              | 6                   | 0                   | 2                   | —                | —                | —                | 3                           | 1                           | 0                           | 8                  | 1                  | 1                  | 17    | 2     | 3       |
| Flamengo          | Total             | 55                  | 2                   | 12                  | 2                | 0                | 0                | 11                          | 2                           | 0                           | 21                 | 4                  | 1                  | 89    | 8     | 13      |
| Bayer Leverkusen  | 2008–09           | 33                  | 2                   | 8                   | 6                | 2                | 1                | —                           | —                           | —                           | —                  | —                  | —                  | 39    | 4     | 9       |
| Bayer Leverkusen  | 2009–10           | 17                  | 0                   | 4                   | 1                | 0                | 0                | —                           | —                           | —                           | —                  | —                  | —                  | 18    | 0     | 4       |
| Bayer Leverkusen  | 2010–11           | 27                  | 7                   | 2                   | 1                | 1                | 3                | 7                           | 0                           | 2                           | —                  | —                  | —                  | 35    | 8     | 7       |
| Bayer Leverkusen  | 2011–12           | 18                  | 0                   | 2                   | 1                | 0                | 0                | 4                           | 0                           | 0                           | —                  | —                  | —                  | 23    | 0     | 2       |
| Bayer Leverkusen  | 2012–13           | 6                   | 0                   | 0                   | —                | —                | —                | 5                           | 0                           | 0                           | —                  | —                  | —                  | 11    | 0     | 0       |
| Bayer Leverkusen  | Total             | 101                 | 9                   | 16                  | 9                | 3                | 4                | 16                          | 0                           | 2                           | —                  | —                  | —                  | 126   | 12    | 22      |
| Corinthians       | 2013              | 15                  | 1                   | 1                   | —                | —                | —                | 4                           | 0                           | 0                           | 12                 | 2                  | 2                  | 31    | 3     | 3       |
| Corinthians       | 2014              | 30                  | 1                   | 6                   | 7                | 2                | 3                | —                           | —                           | —                           | 5                  | 0                  | 0                  | 44    | 5     | 9       |
| Corinthians       | 2015              | 30                  | 5                   | 5                   | 2                | 0                | 0                | 10                          | 0                           | 0                           | 7                  | 2                  | 4                  | 52    | 7     | 9       |
| Corinthians       | 2021              | 21                  | 4                   | 1                   | —                | —                | —                | —                           | —                           | —                           | —                  | —                  | —                  | 21    | 4     | 1       |
| Corinthians       | 2022              | 25                  | 1                   | 3                   | 5                | 2                | 3                | 7                           | 0                           | 0                           | 13                 | 2                  | 2                  | 50    | 5     | 8       |
| Corinthians       | 2023              | 24                  | 2                   | 4                   | 4                | 3                | 1                | 7                           | 0                           | 2                           | 10                 | 1                  | 3                  | 45    | 6     | 10      |
| Corinthians       | Total             | 145                 | 14                  | 20                  | 18               | 7                | 7                | 28                          | 0                           | 2                           | 47                 | 7                  | 11                 | 243   | 30    | 40      |
| Beijing Guoan     | 2016              | 23                  | 4                   | 2                   | 4                | 2                | 1                | —                           | —                           | —                           | —                  | —                  | —                  | 27    | 6     | 3       |
| Beijing Guoan     | 2017              | 28                  | 4                   | 3                   | 2                | 0                | 1                | —                           | —                           | —                           | —                  | —                  | —                  | 30    | 4     | 4       |
| Beijing Guoan     | 2018              | 26                  | 10                  | 14                  | 7                | 0                | 2                | —                           | —                           | —                           | —                  | —                  | —                  | 33    | 10    | 16      |
| Beijing Guoan     | 2019              | 30                  | 15                  | 10                  | 1                | 0                | 0                | 6                           | 1                           | 2                           | 1                  | 0                  | 0                  | 38    | 16    | 12      |
| Beijing Guoan     | 2020              | 15                  | 2                   | 4                   | —                | —                | —                | 8                           | 2                           | 3                           | 1                  | 0                  | 0                  | 24    | 4     | 7       |
| Beijing Guoan     | Total             | 122                 | 35                  | 33                  | 14               | 2                | 4                | 14                          | 3                           | 5                           | 2                  | 0                  | 0                  | 152   | 40    | 42      |
| Fluminense        | 2024              | 17                  | 1                   | 1                   | 2                | 0                | 0                | 5                           | 0                           | 0                           | 8                  | 0                  | 0                  | 32    | 1     | 1       |
| Fluminense        | 2025              | 2                   | 0                   | 0                   | 0                | 0                | 0                | 1                           | 0                           | 0                           | 1                  | 0                  | 0                  | 4     | 0     | 0       |
| Fluminense        | Total             | 19                  | 1                   | 1                   | 2                | 0                | 0                | 6                           | 0                           | 0                           | 9                  | 0                  | 0                  | 36    | 1     | 1       |
| Total na carreira | Total na carreira | 442                 | 61                  | 82                  | 45               | 12               | 15               | 75                          | 5                           | 9                           | 79                 | 11                 | 12                 | 646   | 89    | 118     |

- a. ^ Jogos da Copa do Brasil, Copa da Alemanha e Copa da China
- b. ^ Jogos da Copa Libertadores, Copa Sul-Americana, Liga Europa, Liga dos Campeões da UEFA e Liga dos Campeões da AFC
- c. ^ Jogos do Campeonato Carioca, Campeonato Paulista, Recopa Sul-Americana e Supercopa da China

### Seleção Brasileira
Abaixo estão listados todos os jogos, gols e assistências do futebolista pela Seleção Brasileira, desde as categorias de base.[carece de fontes?]
Seleção Principal
| Ano               | Copa do Mundo | Copa do Mundo | Copa do Mundo | Copa América | Copa América | Copa América | Qualificação Mundial | Qualificação Mundial | Qualificação Mundial | Amistosos | Amistosos | Amistosos | Total | Total | Total   |
| Ano               | Jogos         | Gols          | Assist.       | Jogos        | Gols         | Assist.      | Jogos                | Gols                 | Assist.              | Jogos     | Gols      | Assist.   | Jogos | Gols  | Assist. |
| ----------------- | ------------- | ------------- | ------------- | ------------ | ------------ | ------------ | -------------------- | -------------------- | -------------------- | --------- | --------- | --------- | ----- | ----- | ------- |
| 2011              | —             | —             | —             | —            | —            | —            | —                    | —                    | —                    | 2         | 0         | 0         | 2     | 0     | 0       |
| 2015              | —             | —             | —             | —            | —            | —            | 2                    | 1                    | 0                    | —         | —         | —         | 2     | 1     | 0       |
| 2016              | —             | —             | —             | 3            | 2            | 0            | 8                    | 2                    | 2                    | 1         | 0         | 0         | 12    | 4     | 2       |
| 2017              | —             | —             | —             | —            | —            | —            | 6                    | 0                    | 0                    | 4         | 0         | 0         | 10    | 0     | 0       |
| 2018              | 3             | 1             | 0             | —            | —            | —            | —                    | —                    | —                    | 4         | 0         | 0         | 7     | 1     | 0       |
| Total na carreira | 3             | 1             | 0             | 3            | 2            | 0            | 16                   | 3                    | 2                    | 11        | 0         | 0         | 33    | 6     | 2       |

Seleção Sub–23
| Ano               | Jogos Olímpicos | Jogos Olímpicos | Jogos Olímpicos |
| Ano               | Jogos           | Gols            | Assist.         |
| ----------------- | --------------- | --------------- | --------------- |
| 2016              | 6               | 0               | 0               |
| Total na carreira | 6               | 0               | 0               |

Seleção Sub–20
| Ano               | Campeonato Mundial | Campeonato Mundial | Campeonato Mundial |
| Ano               | Jogos              | Gols               | Assist.            |
| ----------------- | ------------------ | ------------------ | ------------------ |
| 2007              | 2                  | 0                  | 0                  |
| Total na carreira | 2                  | 0                  | 0                  |

Seleção Sub–17
| Ano               | Campeonato Mundial | Campeonato Mundial | Campeonato Mundial |
| Ano               | Jogos              | Gols               | Assist.            |
| ----------------- | ------------------ | ------------------ | ------------------ |
| 2005              | 4                  | 1                  | 0                  |
| Total na carreira | 4                  | 1                  | 0                  |

## Títulos
Flamengo
- Copa do Brasil: 2006
- Campeonato Carioca: 2007 e 2008

Corinthians
- Campeonato Paulista: 2013
- Recopa Sul-Americana: 2013
- Campeonato Brasileiro: 2015

Beijing Guoan
- Copa da China: 2018

Fluminense
- Recopa Sul-Americana: 2024

Seleção Brasileira
- Campeonato Sul-Americano Sub-17: 2005
- Jogos Olímpicos: 2016
- Superclássico das Américas: 2018

### Prêmios individuais
- Seleção da Bundesliga de 2008–09 (Revista Kicker)
- Bola de Prata: 2015
- Prêmio Craque do Brasileirão: 2015 (Melhor Meia e Melhor Jogador do Brasileirão)
- Troféu Armando Nogueira: 2015
- Seleção do Campeonato Paulista: 2022, 2023
- Seleção da Copa do Brasil: 2023

### Artilharias
- Recopa Sul-Americana de 2013 (1 gol)